# Руденко Сергій Валерійович (науковець)
Руденко Сергій Валерійович (6 квітня 1983, м. Київ) — український науковець та освітянин, Заслужений діяч науки і техніки України, фахівець у галузі історії української філософії, доктор філософських наук, заступник декана філософського факультету, професор кафедри української філософії і культури Київського національного університету імені Тараса Шевченка, член Міжнародного філософсько-космологічного товариства (МФКТ), співголова редакційних колегій журналів «Future Human Image», Ukrainian Policymaker, член редколегій наукових журналів «Вісник Київського національного університету імені Тараса Шевченка. Філософія», «Гуманітарні студії», «Вісник Київського національного університету імені Тараса Шевченка. Державне управління».

## Біографія
Народився 06 квітня 1983 року в м. Києві.

У 2000 році з відзнакою закінчив середню загальноосвітню школу № 144 м. Києва.

З 2000 року навчався на філософському факультеті Київського національного університету імені Тараса Шевченка за спеціальністю «Філософія», який закінчив з відзнакою у 2005 році.

З 2003 по 2005 роки — працював Головою Наукового товариства студентів та аспірантів філософського факультету Київського національного університету імені Тараса Шевченка.

З 2005 по 2006 роки навчався в аспірантурі філософського факультету Київського національного університету імені Тараса Шевченка.

У 2006 році захистив кандидатську дисертацію «Історико-філософська концепція В. П. Петрова (методологічний аспект аналізу)» за спеціальністю «Історія філософії».

З 2010 року — доцент кафедри української філософії і культури Київського національного університету імені Тараса Шевченка.
З 2019 року — професор кафедри української філософії і культури Київського національного університету імені Тараса Шевченка.

З 2006 по 2010 рік — асистент кафедри української філософії і культури Київського національного університету імені Тараса Шевченка.

З 2009 року — заступник декана філософського факультету з наукової роботи Київського національного університету імені Тараса Шевченка.

У 2013 році захистив докторську дисертацію «Методологічні засади сучасних концепцій дослідження історії української філософії» за спеціальністю «Історія філософії».

З 2014 по 2016 роки — професор кафедри філософії Київського національного університету культури і мистецтв.

З 2014 року науковий керівник науково-дослідної групи філософського факультету Київського національного університету імені Тараса Шевченка..

З 2014 по 2015 роки — науковий керівник науково-дослідної теми філософського факультету «Філософсько-світоглядні та політологічні аспекти гуманітарного розвитку сучасного суспільства».

З 2016 року — науковий керівник науково-дослідної теми «Модернізація філософської та політологічної освіти і науки України на основі міжнародних освітньо-наукових стандартів».

З 2014 року — член спеціалізованої вченої ради по захисту докторських та кандидатських дисертацій у галузі філософських наук Д 26.001.27 у Київському національному університеті імені Тараса Шевченка.
З 2014 року — заступник голови спеціалізованої вченої ради Д 26.001.28 ради по захисту докторських та кандидатських дисертацій у галузі філософських наук Д 26.001.27 у Київському національному університеті імені Тараса Шевченка.

## Науково-освітня діяльність
Коло наукових інтересів
Методологія дослідження історії української філософії, філософія в Україні Радянської та пострадянської доби, філософія освіти, історія української культури, публічне управління та адміністрування.
Деякі наукові публікації
1. Cosmology in the Philosophical Education of Ukraine: History and Modern Condition Philosophy and Cosmology, Volume 20, 2018: 128—138 DOI: 10.29202/phil-cosm/20/12 (у співавторстві).

2. Management features of international educational projects between universities of Poland and Ukraine. Naukovyi Visnyk NHU, 2018, № 2. — p.142-147(у співавторстві).

3. Kant's Studies in Ukrainian Philosophy of Soviet Period. Future Human Image, Volume 9, 2018: DOI: 10.29202/fhi/9/11(у співавторстві).

4. Rudenko, S., & Yosypenko, S. (2018). National Philosophy as a Subject of Comparative Research. Sententiae, 37(1), 120—129. URL: https://doi.org/10.22240/sent37.01.120.

5. Prykhodko, V., & Rudenko, S. (2018). BODY AND SPACE RELATIONSHIP IN THE RESEARCH FIELD OF PHENOMENOLOGICAL ANTHROPOLOGY: BLUMENBERG'S CRITICISM OF EDMUND HUSSERL'S «ANTHROPOLOGY PHOBIA». Anthropological Measurements Of Philosophical Research, 13, 30-40. URL: http://dx.doi.org/10.15802/ampr.v0i13.125512.

6. The application of e-learning methods in the Teaching of logical and philosophical disciplines. Вісник КНУ імені Тараса Шев¬ченка. Філософія. — Вип. 2 (2017). — К. : ВПЦ «Київський університет», 2017. — С.34-36. (у співаторстві) URL: http://jphilos-univ.kiev.ua/index.php/2-uncategorised/42-sobolevsky-4)

7. The management features of the university preparatory department Scientific Bulletin of National Mining University, Volume 1, 2018: 132—138, DOI:10.29202/nvngu/2018-1/4 (у співавторстві).

8. Запровадження «наукового комунізму» в СРСР як визначальний чинник створення системи спеціалізованої політологічної освіти і напряму наукових досліджень політики в Київському університеті. European Cooperation. — Warsaw, Poland, vol.5 (24), 2017. — pp.52-73

Монографії
1. ВПЦ «Київський університет, ред. (2017). Методологічні засади модернізації філософської та політологічної освіти і науки України. Монографія (PDF). Київ.
2. Сучасні методологічні концепції дослідження історії української філософії. — К.: ВПЦ «Київський університет», 2012
3. Філософія та політологія у структурі сучасного соціогуманітарного знання. Монографія. — К.: ВПЦ «Київський університет», 2011
4. Філософські погляди В. П. Петрова. — К.: ПАРАПАН, 2008.

5. "Исследования молодых ученых-гуманитариев России и Украины в начале ХХІ века"Сборник научных трудов. Сер. «Проблемы философии» Центр гуманитарных научно-информационных исследований Отдел философии; Ответственные редакторы Руденко С. В., Шкаев Д. Г.. Москва, ИНИОН РАН, 2013. — С.77-121 ISBN 978-5-248-00682-3

Підручники
1. Історія української філософії. Підручник. К.: «Академвидав», 2008. — 622 с. (у співавторстві)

2. Історія української філософії. Підручник. (До 175-річчя Київського університету). К.: ВПЦ «Київський університет», 2008. — 591 с. (у співавторстві).

3. Культурологія: підручник для студентів вищих навчальних закладів. Харків: Фоліо, 2013. — 863 с. (у співавторстві)

Підготував трьох кандидатів наук за спеціальностями «Історія філософії» та «Українознавство» (філософські науки)